# Kasteel Hohenfels
De Hohenfels of het Kasteel van de Hohenfels (Frans: Château du Hohenfels) is een kasteel in de Franse gemeente Dambach. Het kasteel werd ingeschreven als monument historique in 1985.